# Hanns Model
Hanns Model (* 11. April 1908 in Posottendorf-Leschwitz; † 23. Oktober 1983 in Stuttgart) war ein deutscher Glaskünstler und Meisterschüler von Wilhelm von Eiff.

## Leben
Hanns Model wuchs als eines von sieben Kindern in seinem Geburtsort bei Görlitz auf, wo er in den Jahren 1922 bis 1925 eine Lehre als Glasschleifer absolvierte. Ende der 20er Jahre erfolgte der Kontakt zu Wilhelm von Eiff, bei dem er von 1928 bis 1933 an der Staatlichen Akademie der Bildenden Künste Stuttgart den Studiengang Glas- und Edelsteinbearbeitung besuchte, zuletzt als Meisterschüler. Bereits im Jahre 1933 eröffnete er seine eigene Werkstatt in Stuttgart. Im Verlauf des Zweiten Weltkriegs wurde er 1940 als Soldat eingezogen, wurde verwundet und geriet in amerikanische Kriegsgefangenschaft, aus der er 1945 heimkehrte. Er war 1947 Gründungsmitglied des Bundes der Kunsthandwerker Stuttgart e.V. und von 1948 bis 1973 dessen erster Vorsitzender. Der Bund der Kunsthandwerker Stuttgart e.V schloss sich im Jahre 1974 mit dem Badischen Kunstgewerbeverein zum Bund der Kunsthandwerker Baden-Württemberg e.V. zusammen.

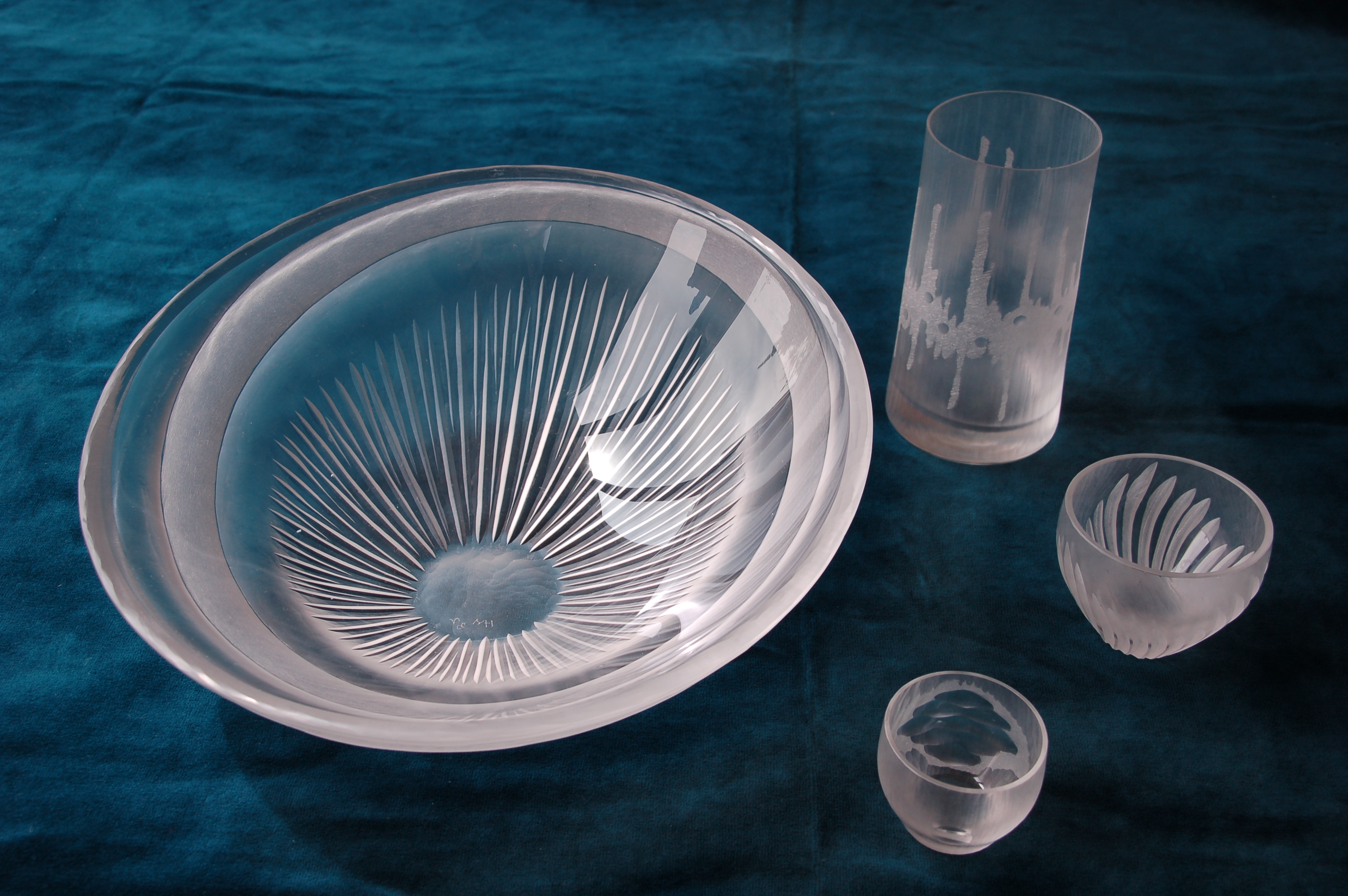

## Werk
Als Künstler entwickelte Hanns Model mit seinem Werkzeug – der Schleifscheibe – einen eigenen Stil in der Bearbeitung von Glaswerkstücken, sowohl von Gebrauchsgegenständen wie Trinkgläsern, Schalen und Vasen als auch Türscheiben aus Glas und architektonischen Elementen wie Glastrennwänden und Kirchenfenstern. In der Liederhalle in Stuttgart gestaltete Hanns Model die Oberlichter des Foyers und den Eingängen des mittleren Saals. Insbesondere die Verwendung der Technik des Mattschliffs, bei der Flächen auf dem Glasobjekt unpoliert – also „rau“ – bleiben, wurde zu einem Erkennungsmerkmal seiner Arbeiten. Werke von ihm finden sich z. B. im Museum für Angewandte Kunst Köln, Museum für Gestaltung Zürich und dem Glasmuseum Frauenau. Das Europäische Museum für Modernes Glas besitzt ebenfalls Objekte von Hanns Model, deren Bilder über die Online-Recherche des Museums zugänglich sind.

## Auszeichnungen
- 1955 und 1959: Staatspreis Gestaltung Kunst Handwerk des Landes Baden-Württemberg
- 1956 Hessischer Staatspreis für das Deutsche Kunsthandwerk
- 1969 Verdienstkreuz am Bande des Verdienstordens der Bundesrepublik Deutschland
- 1983 Ehrenmitgliedschaft der Staatlichen Akademie der Bildenden Künste Stuttgart
- 1983 Kulturpreis Schlesien des Landes Niedersachsen